# Lasioglossum saegeri
Lasioglossum saegeri là một loài Hymenoptera trong họ Halictidae. Loài này được Pauly mô tả khoa học năm 1981.